# Египат на Светском првенству у атлетици у дворани 2014.
Египат је учествовао на Светском првенству у атлетици у дворани 2014. одржаном у Сопоту од 7. до 9. марта дванаести пут. Репрезентацију Египта представљао је један атлетичар, који се такмичио у трци на 60 метара препоне.,
На овом првенству Египат није освојио ниједну медаљу али је остварен лични рекорд.

## Учесници
Мушкарци:
- Eslam Abdelatif — 60 м препоне

## Резултати

### Мушкарци
| Атлетичар       | Дисциплина   | Лични рекорд | Квалификација | Квалификација | Полуфинале           | Полуфинале           | Финале               | Финале       | Детаљи |
| Атлетичар       | Дисциплина   | Лични рекорд | Резултат      | Место         | Резултат             | Место                | Резултат             | Место        | Детаљи |
| --------------- | ------------ | ------------ | ------------- | ------------- | -------------------- | -------------------- | -------------------- | ------------ | ------ |
| Eslam Abdelatif | 60 м препоне |              | 8,69 ЛР       | 8. у гр. 2    | Није се квалификовао | Није се квалификовао | Није се квалификовао | 29 / 29 (31) |        |